# Lloyd Bochner
Lloyd Bochner (* 29. Juli 1924 in Toronto, Ontario; † 29. Oktober 2005 in Santa Monica, Kalifornien) war ein kanadischer Schauspieler.
Lloyd Bochner, ein im klassischen Schauspielfach ausgebildeter Darsteller, spielte in seiner 50-jährigen Karriere die smarten Helden und Schufte im Theater, Fernsehen und Film. Er wurde bekannt durch die Fernsehserie The Twilight Zone (1959–1964) und als Cecil Colby in der Fernsehserie Der Denver-Clan.

## Leben
Bochner war bereits mit elf Jahren als Radiomoderator in Ontario engagiert. Später folgten Theater- und Filmengagements. Er wurde früh mit zwei Liberty Awards ausgezeichnet, Kanadas höchste Schauspiel-Auszeichnung.
1951 zog er nach New York und 1960 nach Los Angeles. Hier hatte er großen Erfolg mit der Serie Hong Kong. Er war auch in dem Dokumentar-Kurzfilm The Stratford Adventure von 1954 zu sehen. 1963 wurde er mit der Episode To Serve Man aus der Fernsehserie The Twilight Zone US-weit bekannt. Diese Serie steht heute noch auf Platz 11 der 100 größten TV-Filme aller Zeiten in den USA.
Später spielte er in den Spielfilmen The Detective und Tony Rome an der Seite von Frank Sinatra sowie in Er kam nur nachts mit Barbara Stanwyck. Es folgten die Filme The Man in the Glass Booth, Point Blank mit Lee Marvin und The Naked Gun 2½: The Smell of Fear (Die nackte Kanone 2½).
Seine TV-Auftritte umfassten Rollen in den Serien Columbo, Mission:Impossible, McCloud, Golden Girls, Wild, Wild West, Kampfstern Galactica and Designing Women sowie in Dynasty.
1998 war er Mitbegründer der Kampagne gegen Gewalt in Film und Fernsehen. Bochner war zudem engagiertes Mitglied in der Association of Canadian Radio and Television Artists.
Lloyd Bochner war verheiratet mit Ruth Bochner. Aus der Ehe gehen drei Kinder hervor, darunter der Schauspieler Hart Bochner.

## Filmografie (Auswahl)
- 1954: The Stratford Adventure
- 1962: Unglaubliche Geschichten (The Twilight Zone) (Fernsehserie, 1 Folge)
- 1963: Sklavenjäger (Drums of Africa)
- 1964: Er kam nur nachts (The Night Walker)
- 1964: Perry Mason (Fernsehserie, 1 Folge)
- 1964–1965: Die Seaview – In geheimer Mission (Voyage to the Bottom of the Sea) (Fernsehserie, 2 Folgen)
- 1965: Das Vorleben der Sylvia West (Sylvia)
- 1965: Der Mann ohne Namen (A Man Called Shenandoah) (Fernsehserie, 1 Folge)
- 1965 Geächtet (Branded) (Fernsehserie, 1 Folge)
- 1965: Privatdetektivin Honey West (Honey West) (Fernsehserie, 1 Folge)
- 1965: Stunde der Entscheidung (Kraft Suspense Theatre) (Fernsehserie, 1 Folge)
- 1965–1967: Solo für O.N.C.E.L. (The Man from U.N.C.L.E.) (Fernsehserie, 2 Folgen)
- 1966: Das Geheimnis der grünen Hornisse (The Green Hornet) (Fernsehserie, 1 Folge)
- 1966: Verrückter wilder Westen (The Wild Wild West) (Fernsehserie, 1 Folge)
- 1966–1970: Daniel Boone (Fernsehserie, 4 Folgen)
- 1967: Big Valley (The Big Valley) (Fernsehserie, 1 Folge)
- 1967: Bonanza (Fernsehserie, 1 Folge)
- 1967: Der Schnüffler (Tony Rome)
- 1967: Ein Fremder auf der Flucht (Stranger on the Run)
- 1967: Ein Käfig voller Helden (Hogan’s Heroes) (Fernsehserie, 1 Folge)
- 1967: General Custer – Held der Prärie (Custer) (Fernsehserie, 1 Folge)
- 1967: Point Blank
- 1967: Tarzan (Fernsehserie, 1 Folge)
- 1967–1971: Die Leute von der Shiloh Ranch (The Virginian) (Fernsehserie, 2 Folgen)
- 1968: Der Detektiv (The Detective)
- 1968: Der Hengst im grauen Flanellanzug (The Horse in the Grey Flannel Suit)
- 1968: The Name of the Game (Fernsehserie, 1 Folge)
- 1969: FBI (Fernsehserie, 1 Folge)
- 1969: Verliebt in eine Hexe (Bewitched) (Fernsehserie, 1 Folge)
- 1969–1970: Ihr Auftritt, Al Mundy (It Takes a Thief) (Fernsehserie, 2 Folgen)
- 1969–1972: Kobra, übernehmen Sie (Mission: Impossible) (Fernsehserie, 3 Folgen)
- 1969–1973: Mannix (Fernsehserie, 2 Folgen)
- 1070: Voodoo Child (The Dunwich Horror)
- 1970–1980: Hawaii Fünf-Null (Hawaii Five-O) (Fernsehserie, 4 Folgen)
- 1972: Der Chef (Ironside) (Fernsehserie, 1 Folge)
- 1972: Hec Ramsey (Fernsehserie, 1 Folge)
- 1972: Keine Gnade für Ulzana
- 1972: Notruf California (Emergency!) (Fernsehserie, 1 Folge)
- 1972: The Bold Ones: The New Doctors (Fernsehserie, 1 Folge)
- 1972–1974: Cannon (Fernsehserie, 2 Folgen)
- 1972–1976: Ein Sheriff in New York (McCloud) (Fernsehserie, 2 Folgen)
- 1973: Columbo: Schach dem Mörder (The Most Dangerous Match) (Fernsehreihe)
- 1973: The New Perry Mason (Fernsehserie, 1 Folge)
- 1973–1975: Barnaby Jones (Fernsehserie, 2 Folgen)
- 1974: Rauchende Colts (Gunsmoke) (Fernsehserie, 1 Folge)
- 1974–1977: Der Sechs-Millionen-Dollar-Mann (The Six Million Dollar Man) (Fernsehserie, 4 Folgen)
- 1975: The Man in the Glass Booth
- 1975: Die Küste der Ganoven (Barbary Coast) (Fernsehserie, 1 Folge)
- 1975: Die Zwei mit dem Dreh (Switch) (Fernsehserie, 1 Folge)
- 1975: California Cops – Neu im Einsatz (The Rookies) (Fernsehserie)
- 1976: Bronk (Fernsehserie, 1 Folge)
- 1976: Die Frau ohne Gedächtnis (Richie Brockelman: The Missing 24 Hours)
- 1977: Die sieben Millionen Dollar Frau (The Bionic Woman) (Fernsehserie, 1 Folge)
- 1977: McMillan & Wife (Fernsehserie, 1 Folge)
- 1978: Feuer aus dem All (A Fire in the Sky)
- 1978: Spider-Man – Der Spinnenmensch (The Amazing Spider-Man) (Fernsehserie, 1 Folge)
- 1978–1979: Drei Engel für Charlie (Charlie’s Angels) (Fernsehserie, 2 Folgen)
- 1978–1981: Vegas (Fernsehserie, 3 Folgen)
- 1978–1984: Fantasy Island (Fernsehserie, 4 Folgen)
- 1979: Der Golden Gate Mörder (The Golden Gate Murders)
- 1979: Der Vagabund – Die Abenteuer eines Schäferhundes (The Littlest Hobo) (Fernsehserie, 1 Folge)
- 1979: Kampfstern Galactica (Battlestar Galactica) (Fernsehserie, 2 Folgen)
- 1979: Riel – Rebell wider Willen (Riel)
- 1980: Hart aber herzlich (Hart to Hart) (Fernsehserie, Folge: Viele Köche vergiften den Brei)
- 1980: Trapper John, M.D. (Fernsehserie, 1 Folge)
- 1981: Meine schwarze Stunde (Darkroom) (Fernsehserie, 1 Folge)
- 1981–1982: Der Denver-Clan (Dynastie) (Fernsehserie, 28 Folgen)
- 1982: Labyrinth der Monster (Mazes and Monsters)
- 1982–1984: Matt Houston (Fernsehserie, 3 Folgen)
- 1982–1987: Love Boat (Fernsehserie, 2 Folgen)
- 1983: Ein Fall für Professor Chase (Manimal)
- 1983: Karriere durch alle Betten (The Lonely Lady)
- 1983–1988: Hotel (Fernsehserie, 3 Folgen)
- 1984: Operation: Maskerade (Fernsehserie, 1 Folge)
- 1985: Das A-Team (The A-Team) (Fernsehserie, 1 Folge)
- 1985 Die Fälle des Harry Fox (Crazy Like a Fox) (Fernsehserie, 1 Folge)
- 1986: Ein Colt für alle Fälle (The Fall Guy) (Fernsehserie, 1 Folge)
- 1986–1992: Mord ist ihr Hobby (Murder, She Wrote) (Fernsehserie, 3 Folgen)
- 1987–1989 Golden Girls (The Golden Girls) (Fernsehserie, 2 Folgen)
- 1989: Ein Engel auf Erden (Highway to Heaven) (Fernsehserie, 1 Folge)
- 1989: Entführt, kein Lösegeld (Blood Sport)
- 1989: Millennium – Die 4. Dimension (Millenium)
- 1989: Superboy (The Adventures of Superboy) (Fernsehserie, 1 Folge)
- 1990: Avonlea – Das Mädchen aus der Stadt (Road to Avonlea) (Fernsehserie, 1 Folge)
- 1990: Mann muss nicht sein (Designing Women) (Fernsehserie, 1 Folge)
- 1990: 7 für die Gerechtigkeit (The Young Riders) (Fernsehserie, 1 Folge)
- 1990: Wer ist hier der Boss? (Who’s the Boss? ) (Fernsehserie, 1 Folge)
- 1991: Die nackte Kanone 2½ (The Naked Gun 2½: The Smell of Fear)
- 1991: Tödliche Täuschung (Deadly Deception)
- 1992: Fluch der Erinnerung (Landslide)
- 1992–1994: Batman (Zeichentrickserie, 9 Folgen, Stimme)
- 1993: Morgen früh, so Gott will... (Morning Glory)
- 1993: Zeit der Angst (The Dozier Case)
- 1994: Dr. Quinn – Ärztin aus Leidenschaft (Dr. Quinn, Medicine Woman) (Fernsehserie, 2 Folgen)
- 1997–1998: Batman und Robin (The Batman) (Fernsehserie, 2 Folgen)
- 1998: Terror im Weißen Haus (Loyal Opposition: Terror in the White House)
- 2003: Vergiss die Toten nicht (Before I Say Goodbye)